# Wołodymyr Sak
Wołodymyr Trochymowycz Sak (ukr. Володимир Трохимович Сак, ros. Владимир Трофимович Сак, Władimir Trofimowicz Sak; ur. 6 maja 1944 we wsi Czerniawka, zm. 26 listopada 2001 w Winnikach) – ukraiński piłkarz, grający na pozycji napastnika.

## Kariera piłkarska

### Kariera klubowa
Wychowanek klubu Łokomotyw Stanisławów. Występował w uczniowskiej reprezentacji obwodu, skąd był zaproszony do uczniowskiej reprezentacji Ukrainy, z którą w 1961 zdobył brązowe medale w Ogólnokrajowym Turnieju Uczniowskim ZSRR w Baku. W 1961 zaczął występować w klubie Spartak Stanisławów. W 1963 odmówił przeniesieniu do Dynama Kijów, przez co otrzymał dyskwalifikację do końca sezonu. W 1964 został piłkarzem lwowskich Karpat, który uczestniczył wtedy w rozgrywkach Drugiej Grupie A Mistrzostw ZSRR. W następnym roku debiutował w Wysszej Lidze Mistrzostw ZSRR w składzie Czornomorca Odessa, w którym występował 4 lata. W 1969 bronił barw klubu Sudnobudiwnyk Mikołajów, a w 1970 Krywbas Krzywy Róg. W latach 1970–1972 odbywał służbę wojskową w SKA Odessa, który potem przeniósł się do Tyraspola i nazywał się Zirka Tyraspol. Od 1973 występował Zirce Kirowohrad, w którym pełnił funkcje kapitana drużyny. W 1976 zakończył karierę piłkarską.

## Kariera trenerska
Po zakończeniu kariery piłkarskiej trenował przez dwa lata amatorski zespół Portowyk Iljiczewsk w obwodzie odeskim. Ostatnie lata swego życia mieszkał w Winnikach, w obwodzie lwowskim, gdzie zmarł 26 listopada 2001 w wieku 57 lat.

## Sukcesy

### Odznaczenia
- nagrodzony tytułem Mistrza Sportu ZSRR: 1966